# Маме исполняется сто лет
«Маме исполняется сто лет» (исп. Mamá cumple 100 años) — кинофильм Карлоса Сауры, своеобразное продолжение фильма «Ана и волки».

## Сюжет
Ана с мужем Антонио приезжает в поместье в сельской местности Испании, где она работала няней много лет назад, на празднование столетия бабушки — старейшины семьи. После встречи она узнаёт, что Хосе умер три года назад, Хуан оставил свою жену Лучи, Фернандо всё ещё живёт со своей матерью и безуспешно пытается управлять дельтапланом, а три маленькие девочки выросли. Затем Ана обнаруживает, что семья разрушена, а Лучи присвоила деньги матери. Когда Хуан прибывает на празднование, он с Фернандо и Лучи замышляет убить мать для получения наследства. Тем временем у Антонио вспыхивает короткий роман с Наталией.

## В ролях
- Джеральдина Чаплин — Ана
- Ампаро Муньос — Наталия
- Фернандо Фернан Гомес — Фернандо
- Норман Бриски — Антонио
- Рафаэла Апарисио — мама
- Чаро Сориано — Лучи
- Хосе Виво — Хуан
- Анхелес Торрес — Карлотта
- Элиса Нанди — Виктория
- Рита Мейден — Соланж
- Моник Сирон — Анни
- Хосе Луис Лопес Васкес — Хосе